# Franc Veliu
Franc Veliu (Valona, 11 novembre 1988) è un ex calciatore albanese, di ruolo difensore.

## Carriera

### Nazionale
Ha debuttato ufficialmente con la maglia della nazionale albanese nel 2011.

## Statistiche

### Presenze e reti nei club
Statistiche aggiornate al 5 maggio 2021.
| Stagione                 | Squadra                  | Campionato               | Campionato | Campionato | Coppe nazionali | Coppe nazionali | Coppe nazionali | Coppe continentali | Coppe continentali | Coppe continentali | Altre coppe | Altre coppe | Altre coppe | Totale | Totale |
| Stagione                 | Squadra                  | Comp                     | Pres       | Reti       | Comp            | Pres            | Reti            | Comp               | Pres               | Reti               | Comp        | Pres        | Reti        | Pres   | Reti   |
| ------------------------ | ------------------------ | ------------------------ | ---------- | ---------- | --------------- | --------------- | --------------- | ------------------ | ------------------ | ------------------ | ----------- | ----------- | ----------- | ------ | ------ |
| 2006-2007                | Flamurtari Valona        | KS                       | 8          | 1          | CA              | 0               | 0               | -                  | -                  | -                  | -           | -           | -           | 8      | 1      |
| 2007-2008                | Flamurtari Valona        | KS                       | 24         | 2          | CA              | 0               | 0               | -                  | -                  | -                  | -           | -           | -           | 24     | 2      |
| 2008-2009                | Flamurtari Valona        | KS                       | 29         | 2          | CA              | 7               | 3               | -                  | -                  | -                  | -           | -           | -           | 36     | 5      |
| 2009-2010                | Flamurtari Valona        | KS                       | 32         | 3          | CA              | 0               | 0               | UEL                | 2                  | 0                  | SA          | 1           | 0           | 35     | 3      |
| 2010-2011                | Flamurtari Valona        | KS                       | 30         | 1          | CA              | 4               | 0               | -                  | -                  | -                  | -           | -           | -           | 34     | 1      |
| 2011-2012                | Flamurtari Valona        | KS                       | 24         | 3          | CA              | 12              | 3               | UEL                | 4                  | 0                  | -           | -           | -           | 40     | 6      |
| 2012-2013                | Flamurtari Valona        | KS                       | 24         | 1          | CA              | 8               | 3               | UEL                | 2                  | 0                  | -           | -           | -           | 34     | 4      |
| 2013-2014                | Flamurtari Valona        | KS                       | 21         | 1          | CA              | 5               | 0               | -                  | -                  | -                  | -           | -           | -           | 26     | 1      |
| 2014-2015                | Flamurtari Valona        | KS                       | 18         | 0          | CA              | 4               | 0               | UEL                | 3                  | 1                  | SA          | 1           | 0           | 26     | 1      |
| 2015-feb. 2016           | Kukësi                   | KS                       | 8          | 0          | CA              | 4               | 0               | UEL                | -                  | -                  | -           | -           | -           | 12     | 0      |
| feb.-giu. 2016           | Partizani Tirana         | KS                       | 3          | 0          | CA              | 0               | 0               | UEL                | -                  | -                  | -           | -           | -           | 3      | 0      |
| 2016-2017                | Flamurtari Valona        | KS                       | 31         | 2          | CA              | 5               | 1               | -                  | -                  | -                  | -           | -           | -           | 36     | 3      |
| 2017-2018                | Flamurtari Valona        | KS                       | 15         | 0          | CA              | 3               | 0               | -                  | -                  | -                  | -           | -           | -           | 18     | 0      |
| 2018-2019                | Flamurtari Valona        | KS                       | 20         | 1          | CA              | 2               | 0               | -                  | -                  | -                  | -           | -           | -           | 22     | 1      |
| Totale Flamurtari Valona | Totale Flamurtari Valona | Totale Flamurtari Valona | 276        | 17         |                 | 50              | 10              |                    | 11                 | 1                  |             | 2           | 0           | 339    | 28     |
| 2019-2020                | Gjilani                  | SL                       | 23         | 4          | CK              | 2               | 0               | -                  | -                  | -                  | -           | -           | -           | 25     | 4      |
| 2020-2021                | Gjilani                  | SL                       | 20         | 0          | CK              | 0               | 0               | UEL                | 2                  | 0                  | -           | -           | -           | 22     | 0      |
| Totale Gjilani           | Totale Gjilani           | Totale Gjilani           | 43         | 4          |                 | 2               | 0               |                    | 2                  | 0                  |             | -           | -           | 47     | 4      |
| Totale carriera          | Totale carriera          | Totale carriera          | 330        | 21         |                 | 56              | 10              |                    | 13                 | 1                  |             | 2           | 0           | 401    | 32     |

### Cronologia presenze e reti in nazionale
| Cronologia completa delle presenze e delle reti in nazionale ― Albania | Cronologia completa delle presenze e delle reti in nazionale ― Albania | Cronologia completa delle presenze e delle reti in nazionale ― Albania | Cronologia completa delle presenze e delle reti in nazionale ― Albania | Cronologia completa delle presenze e delle reti in nazionale ― Albania | Cronologia completa delle presenze e delle reti in nazionale ― Albania | Cronologia completa delle presenze e delle reti in nazionale ― Albania | Cronologia completa delle presenze e delle reti in nazionale ― Albania |
| Data                                                                   | Città                                                                  | In casa                                                                | Risultato                                                              | Ospiti                                                                 | Competizione                                                           | Reti                                                                   | Note                                                                   |
| ---------------------------------------------------------------------- | ---------------------------------------------------------------------- | ---------------------------------------------------------------------- | ---------------------------------------------------------------------- | ---------------------------------------------------------------------- | ---------------------------------------------------------------------- | ---------------------------------------------------------------------- | ---------------------------------------------------------------------- |
| 20-6-2011                                                              | Buenos Aires                                                           | Argentina                                                              | 4 – 0                                                                  | Albania                                                                | Amichevole                                                             | -                                                                      |                                                                        |
| 6-9-2011                                                               | Lussemburgo                                                            | Lussemburgo                                                            | 2 – 1                                                                  | Albania                                                                | Qual. Euro 2012                                                        | -                                                                      | 62’                                                                    |
| 15-11-2011                                                             | Prilep                                                                 | Macedonia                                                              | 0 – 0                                                                  | Albania                                                                | Amichevole                                                             | -                                                                      | 90’                                                                    |
| 29-2-2012                                                              | Tbilisi                                                                | Georgia                                                                | 2 – 1                                                                  | Albania                                                                | Amichevole                                                             | -                                                                      | 89’                                                                    |
| 22-5-2012                                                              | Madrid                                                                 | Qatar                                                                  | 1 – 2                                                                  | Albania                                                                | Amichevole                                                             | -                                                                      |                                                                        |
| 27-5-2012                                                              | Istanbul                                                               | Albania                                                                | 1 – 0                                                                  | Iran                                                                   | Amichevole                                                             | -                                                                      | 53’                                                                    |
| 26-3-2013                                                              | Tirana                                                                 | Albania                                                                | 4 – 1                                                                  | Lituania                                                               | Amichevole                                                             | -                                                                      | 83’                                                                    |
| Totale                                                                 |                                                                        | Presenze                                                               | 7                                                                      |                                                                        | Reti                                                                   | 0                                                                      |                                                                        |

## Palmarès

### Club

#### Competizioni nazionali
- Coppa d'Albania: 2

Flamurtari Valona: 2008-2009, 2013-2014